# Lista de campeãs do carnaval de Praia Grande
Esta é uma lista de agreemiações campeãs do Carnaval de Praia Grande e do Carnaval Metropolitano.

## Carnaval Metropolitano
- 1991 |  Brasil
- 2006 |  Independência do Casqueiro

## Carnaval de Praia Grande
| Ano  | Campeã               | Vice                 | 3° lugar             | 4° lugar             | Rebaixadas                                | Promovidas                              | Ref   |
| 2006 | Império              | Vila do Sapo         |                      |                      | -                                         | -                                       |       |
| 2007 | Folia 99             |                      |                      |                      |                                           |                                         |       |
| 2008 | Folia 99             |                      |                      |                      |                                           |                                         |       |
| 2009 | Folia 99             | Sangue Verde         | Mancha Verde         | Cesac                | União Artística, Vila Tupy e Curva de Rio | Casa do Mestiço e Grande Trevo          |       |
| 2010 | Mancha Verde         | Folia 99             | Acadêmicos           | Cesac                |                                           | Casa do Mestiço e Baixada               |       |
| 2011 | Casa do Mestiço      | Folia 99             | Mancha Verde         | Baixada              | Cesac e Acadêmicos                        | Favoritos e Ilha das Caieiras           |       |
| 2012 | Folia 99             | Mancha Verde         | Casa do Mestiço      | Baixada              | Favoritos e Ilha das Caieiras             | Mocidade Independente e Amigos do Samba |       |
| 2013 | Mancha Verde         | Folia 99             | Casa do Mestiço      | Baixada              | Mocidade Independente                     | Vila do Sapo e Acadêmicos               |       |
| 2014 | Casa do Mestiço      | Folia 99             | Baixada              | Mancha Verde         | Amigos do Samba                           | Cesac e Favoritos                       |       |
| 2015 | Império              | Casa do Mestiço      | Vila do Sapo         | Folia 99             | Mancha Verde e Favoritos                  | Acadêmicos e Guaratude                  |       |
| 2016 | Desfiles sem disputa | Desfiles sem disputa | Desfiles sem disputa | Desfiles sem disputa | Desfiles sem disputa                      | Desfiles sem disputa                    | [ 1 ] |

| Títulos por Escola |                            |
| Escola             | Títulos                    |
| Folia 99           | 4 (2007, 2008, 2009, 2012) |
| Império            | 2 (2006, 2015)             |
| Casa do Mestiço    | 2 (2011, 2014)             |
| Mancha Verde       | 2 (2010, 2013)             |